# Armbrustspitze
Armbrustspitze är en bergstopp i Antarktis. Den ligger i Östantarktis. Nya Zeeland gör anspråk på området. Toppen på Armbrustspitze är 1 270 meter över havet, eller 47 meter över den omgivande terrängen. Bredden vid basen är 1,9 km.
Terrängen runt Armbrustspitze är kuperad söderut, men norrut är den bergig. Trakten är obefolkad. Det finns inga samhällen i närheten.